# Чемпионат Новой Зеландии по кёрлингу среди ветеранов
Чемпионат Новой Зеландии по кёрлингу среди ветеранов (англ. NZ Senior Championships) — ежегодный турнир по кёрлингу между новозеландскими ветеранскими командами, составленными из игроков не моложе 50 лет (также называются «сеньо́ры»). Проводится начиная с 2011 года для мужских и женских команд. Организатором является Ассоциация кёрлинга Новой Зеландии (англ. New Zealand Curling Association).
Победители чемпионата среди ветеранских мужских и юниорских женских команд получают право до следующего чемпионата представлять Новую Зеландию на международной арене, в том числе на чемпионатах мира.

## Годы, места проведения и команды-призёры
Составы команд указаны в порядке: четвёртый, третий, второй, первый, запасной, тренер; cкипы выделены полужирным шрифтом.

### Мужчины
| Год  | Даты и город проведения         | Золото                                                                      | Серебро                                                       | Бронза                                                    |
| 2011 | 5—7 августа Несби               | Ханс Фрауенлоб, Ден Мустепик, Лорн де Папе, Al Langille                     | Питер Бекер, Richard Morgan, Нельсон Эде, Dave Greer          | Джон Кэмпбелл, Murray Petherick, Pat Cooney, John Sanders |
| 2012 | 29—30 сентября Данедин          | Ханс Фрауенлоб, Лорн де Папе, Al Langille, Pat Cooney                       | Ден Мустепик, Charlie McLeod, Джон Кэмпбелл, Neville Phillips | Питер Бекер, Richard Morgan, Нельсон Эде, John Sanders    |
| 2013 | 6—8 сентября Несби              | Питер Бекер, Davey Greer, Richard Morgan, Нельсон Эде, John Sanders         | Murray Petherick, Charlie McLeod, Sam Inder, Bruce Kissel     | Peter Taylor, Ian Ford, Earl Irving, Craig Parr-Whalley   |
| 2014 | 12—14 сентября Данедин          | Ханс Фрауенлоб, Ден Мустепик, Лорн де Папе, Iain Craig                      | Питер Бекер, Richard Morgan, Нельсон Эде, John Sanders        | Ian Ford, Paul Nelson, Peter Taylor, Earl Irving          |
| 2015 | 11—13 сентября Несби            | Ханс Фрауенлоб, Ден Мустепик, Лорн де Папе, Iain Craig                      | Питер Бекер, Richard Morgan, Нельсон Эде, John Sanders        | Ian Ford, Victor Sue-Tang, Fred Bauer, Peter Taylor       |
| 2016 | 16—18 сентября Данедин          | Ден Мустепик, Ханс Фрауенлоб, Лорн де Папе, Iain Craig                      | Дэйв Уотт, Charlie McLeod, Ash Beattie, Richard van der Lem   | Питер Бекер, Richard Morgan, Нельсон Эде, John Sanders    |
| 2017 | 8—10 сентября Несби             | Ден Мустепик, Ханс Фрауенлоб, Дэйв Уотт, Iain Craig                         | Питер Бекер, Dave Greer, Нельсон Эде, John Sanders            | James Hazlett, Rob Potter, Eric Swinbourn, Ewan Kirk      |
| 2018 | 15—16 сентября Данедин          | Ден Мустепик, Дэйв Уотт, Лорн де Папе, Iain Craig, запасной: Ханс Фрауенлоб | Питер Бекер, Dave Greer, Нельсон Эде, John Sanders            | Ewan Kirk, Rob Potter, Eric Swinbourn, Ken Gillespie      |
| 2019 | 6—8 сентября Данедин            | Ханс Фрауенлоб, Ден Мустепик, Дэйв Уотт, Iain Craig                         | Кенни Томсон, Фил Даулинг, Dean Fotti, Ian Ford               | Dave Greer, Richard Morgan, Нельсон Эде, John Sanders     |
| 2020 | отменён из-за пандемии COVID-19 | отменён из-за пандемии COVID-19                                             | отменён из-за пандемии COVID-19                               | отменён из-за пандемии COVID-19                           |
| 2021 |                                 | временно отменён                                                            |                                                               |                                                           |

### Женщины
| Год  | Даты и город проведения         | Золото                                                          | Серебро                                                    | Бронза                          |
| 2011 | 5—7 августа Несби               | Wendy Becker, Christine Diack, Helen Rutherford, Carolyn Cooney | Liz Matthews, Glenys Taylor, Beth Gibbs, Anne Huddleston   | —                               |
| 2012 | 29—30 сентября Данедин          | Liz Matthews, Glenys Taylor, Pauline Farra, Christine Bewick    | Wendy Becker, Christine Diack, Carolyn Cooney, Helen Greer | —                               |
| 2013 | 6—8 сентября Несби              | Liz Matthews, Glenys Taylor, Pauline Farra, Christine Bewick    | Wendy Becker, Jessica Smith, Holly Thompson, Beth Gibbs    | —                               |
| 2014 | 12—14 сентября Данедин          | Liz Matthews, Glenys Taylor, Pauline Farra, Christine Bewick    | —                                                          | —                               |
| 2015 | не проводился                   | не проводился                                                   | не проводился                                              | не проводился                   |
| 2016 | не проводился                   | не проводился                                                   | не проводился                                              | не проводился                   |
| 2017 | не проводился                   | не проводился                                                   | не проводился                                              | не проводился                   |
| 2018 | 15—16 сентября Данедин          | Liz Matthews, Jo Olszewski, Pauline Farra, Gillian Craig        | —                                                          | —                               |
| 2019 | 6—8 сентября Данедин            | Jo Olszewski, Liz Matthews, Pauline Farra, Gillian Craig        | —                                                          | —                               |
| 2020 | отменён из-за пандемии COVID-19 | отменён из-за пандемии COVID-19                                 | отменён из-за пандемии COVID-19                            | отменён из-за пандемии COVID-19 |
| 2021 |                                 | временно отменён                                                |                                                            |                                 |